# 2004 آر دي (كويكب)
2004 أر دي (ويعرف أيضًا باسم (128621) 2004 أر دي وفق تسمية الكوكب الصغير) (بالإنجليزية: 2004 RD)‏ هو كويكب ضمن حزام الكويكبات؛ وترتيبه 128621 من حيث الاكتشاف.
اكتُشف هذا الجُرم الفلكي بواسطة جيمس ويتني يونغ في 2 سبتمبر 2004.

## وصلات خارجية
- 2004 آر دي (كويكب) في قاعدة بيانات مختبر الدفع النفاث لأجرام النظام الشمسي الصغيرة

- الاكتشاف · مخطط المدار ·  العناصر المدارية · المعلمات المادية

- 2004 آر دي (كويكب) على موقع ويكي سكاي: DSS2, SDSS, GALEX, IRAS, Hydrogen α, X-Ray, Astrophoto, Sky Map, Articles and images